# 名偵探皮卡丘 閃電回歸
《名偵探皮卡丘 閃電回歸》2023年冒險遊戲，由Creatures開發、寶可夢公司和任天堂發行，對應任天堂Switch平台。遊戲支援繁體中文。
根據評論匯總Metacritic統計，遊戲獲得「兩極或中庸的評價」；而據OpenCritic統計，遊戲獲得24%的媒體推薦。

## 外部連結
- 官方网站：日语、英语、繁体中文、简体中文